# Eugene O'Neill National Historic Site
L'Eugene O'Neill National Historic Site est un site historique national américain à Danville, en Californie. Il a été créé le 12 octobre 1976 pour protéger la Tao House, une demeure où Eugene O'Neill a vécu et qui avait été inscrite au Registre national des lieux historiques dès le 6 mai 1971 et été désignée National Historic Landmark dès le 17 juillet 1971. Le site est géré par le National Park Service.